# Tsölá
Tsölá (Pinótsöla), pleme ili skupina američkih indijanaca porodice tucanoan s gornjeg toka Pirá-Paraná u Kolumbiji. Govore dijalektom jezika tuyúka. Drugo ime za njih je Teuiana. 